# Hoofdgroepelement
In de chemie en atoomfysica is een hoofdgroepelement een element uit de groep van het periodiek systeem waar helium, lithium, beryllium, boor, koolstof, stikstof, zuurstof of fluor toe behoort en er het lichtste element van is. De hoofdgroepen omvatten dus de groepen 1 (met uitzondering van waterstof) en 2, samen het s-blok, en de elementen in de groepen 13 tot en met 18, samen het p-blok genoemd. Groep 12 hoort formeel tot de overgangsmetalen, hoewel Zn, Cd en Hg op basis van een aantal van hun eigenschappen ook tot de hoofdgroepen gerekend kunnen worden.
De hier gebruikte nummering van de groepen is de meest recente versie ervan. In oudere nummeringssystemen werden de hoofdgroepen aangeduid met de nummers IA en IIA, gevolgd door de groepen IIIB tot en met 0 (de Chemical Abstracts gebruikte voor deze laatste groepen de aanduidingen IIIA tot VIIIA).
De hoofdgroepelementen (samen met enkele van de lichtere overgangsmetalen) vormen het leeuwendeel van de elementen op aarde, in het zonnestelsel, of zelfs in het universum.